# Midjendjéni
Midjendjéni är en ort i Komorerna.   Den ligger i distriktet Grande Comore, i den västra delen av landet, 30 km sydost om huvudstaden Moroni. Midjendjéni ligger 285 meter över havet och antalet invånare är 426. Den ligger på ön Grande Comore.
Terrängen runt Midjendjéni är kuperad åt nordväst, men åt sydost är den platt. Havet är nära Midjendjéni åt sydost.  Närmaste större samhälle är Foumbouni, 5,3 km norr om Midjendjéni. 